# حسین‌قلی طاطایی
حسین‌قلی طاطایی (زادهٔ ۱۲۸۲ – درگذشتهٔ ۲۴ تیر ۱۳۵۸ ه‍.خ) موسیقی‌دان، نوازندهٔ ویلن و آهنگساز اهل ایران بود.

## زندگی‌نامه
حسین‌قلی طاطایی سال ۱۲۸۲ ه‍.ش در تهران متولد شد. پدرش محمدخان طاطایی معروف به «عطاءالملک»، صدایی خوش داشت و با ردیف‌های موسیقی ایرانی آشنا بود. به همین علت فرزندش را از کودکی به فراگیری موسیقی تشویق کرد. حسین‌قلی از سن دوازده سالگی ردیف موسیقی ایرانی را نزد پدر آموخت. هفده ساله بود که به مدرسهٔ موزیک نظام راه یافت و به مدت هشت سال تحت نظر غلامرضا مین‌باشیان به تحصیل موسیقی پرداخت. حسین‌قلی طاطایی در جوانی پدرش را از دست داد و به پاس احترام به خواسته و وصیت او، همزمان با تحصیل، موسیقی ایرانی را خارج از مدرسه نزد هنرمندانی همچون درویش‌خان، علیرضا چنگی و میرزاعبدالله فرا گرفت. در ابتدای ورود سینمای صامت به ایران، طاطایی پشت پردهٔ سینما به نواختن ویلن می‌پرداخت. او در همین زمان برنامه‌هایی را در سالن گراند هتل تهران اجرا کرد. حسین‌قلی طاطایی همزمان با تأسیس رادیو در سال ۱۳۱۹، همکاری خود را با این سازمان آغاز کرد و در «ارکستر رامتین» به نوازندگی مشغول شد.
طاطایی در سال‌های ۱۳۱۷، ۱۳۲۲ و ۱۳۲۴، به‌منظور شناساندن موسیقی ایرانی در کشورهایی مانند مصر، لبنان و عراق کنسرت‌هایی را به اجرا گذاشت. او در شهرهای مختلف ایران نیز همراه با هنرمندان مختلف به اجرای موسیقی پرداخت که از آن جمله می‌توان به کنسرت اصفهان همراه با جلال‌الدین تاج اشاره کرد. وی در سال ۱۳۲۹ از کشور فرانسه دیپلم موسیقی گرفت و به عضویت مجمع آهنگسازان فرانسه درآمد. حسین‌قلی طاطایی در سال‌های ۱۳۴۱ تا ۱۳۴۳ ه‍. ش، کنسرت‌ها و برنامه‌هایی را در کشورهای سوریه، بلژیک، عراق، ترکیه، آلمان، هلند، اتریش، فرانسه، ایتالیا، یونان، سوئد، هند، سوئیس و مصر برگزار کرد. او در بخشی از گفتگوی خود با مجلهٔ المصور قاهره گفته بود: «موسیقی عرب و ترک فرزندان یک پدر هستند و آن پدر هم ایران است.»
حسین‌قلی طاطایی در سال ۱۳۴۰، با اعطای امتیاز رسمی از سوی وزارت فرهنگ و هنر، کلاس‌های آموزشی خود را در باغ فردوس تجریش تهران افتتاح کرد و به آموزش هنرجویان مشغول شد. او همچنین از سال ۱۳۵۲ تا ۱۳۵۷ در خیابان منیریهٔ تهران شاگردان بسیاری را آموزش داد. چهار فرزند حسین‌قلی طاطایی به نام‌های رضاقلی، عباس‌قلی، زهرا و رضوان نیز اهل هنر و موسیقی بودند.

## درگذشت
حسین‌قلی طاطایی در ۲۴ تیر سال ۱۳۵۸ ه‍.ش درگذشت.

## آثار هنری
از حسین‌قلی طاطایی تعدادی صفحهٔ گرامافون همراه با هنرمندانی همچون ابوالحسن صبا، مرتضی محجوبی، ملوک ضرابی، جواد بدیع‌زاده، روح‌انگیز، ملکه برومند، اسماعیل ادیب خوانساری، غلامحسین بنان، جلال‌الدین تاج اصفهانی و مرتضی احمدی به یادگار مانده‌است. او چند تصنیف برای روح‌انگیز و تاج اصفهانی آهنگسازی کرد و ۱۰ صفحهٔ گرامافون نیز برای رادیو آنکارا ضبط کرد. وی همچنین برای فیلم مصریِ «اصحاب با سعادت» موسیقی متن ساخت. از دیگر ساخته‌های حسین‌قلی طاطایی می‌توان به قطعاتی همچون «کوه‌های طلایی ایران»، «شب‌های خوزستان»، «شب‌های شیراز»، «شب‌های کارون»، آرایش زیبا»، «زیبا»، «کنار کارون» و «قلب هنرمند» اشاره کرد.